# Crucifix peint (Segna di Bonaventura, Massa Marittima)
Pour les articles homonymes, voir Crucifix peint (Segna di Bonaventura).
Ce Crucifix de Segna di Bonaventura  est une croix peinte en  tempera sur bois réalisée par Segna di Bonaventura au XIVe siècle conservée à la cathédrale San Cerbone de Massa Marittima, à droite du presbytère.

## Description
Il s'agit d'une représentation du Christus patiens, le Christ souffrant et résigné de facture byzantine.
Seulement deux figures saintes accompagnent le Christ en croix : Marie et Jean, chacun dans les tabelloni de gauche et de droite du patibulum.
La tête du Christ est entourée d'une large auréole détachée du fond.
Le titulus du sommet semble effacé et ne garde que son fond rouge.
Le panneau situé au niveau des flancs du Christ reste doré de part et d'autre sans autre motif.